# Martin Baron
Martin "Marty" Baron (Tampa, 24 de octubre de 1954) es un periodista estadounidense. Fue director del Washington Post (2012-2021). y del Boston Globe (2001-2012).

## Biografía
Fue interpretado por Liev Schrieber en la película Spotlight. Estuvo implicado en la liberación del periodista encarcelado Jason Rezaian.
Habla un español casi perfecto. Tras su retiro de la primera línea (2021) se trasladó a una tranquila zona entre Massachusetts y Nueva York.